# 김수민 (1986년)
김수민(金秀玟, 1986년 12월 25일 ~ )은 대한민국의 정치인, 기업인이다. 김현배 신한국당 비례대표 국회의원의 딸이다. 국민의당 비례대표 국회의원 당선으로 취임하면서, 정치를 시작했으며, 국민의힘 당무위원 등을 역임했다. 페이백 리베이트 의혹사건이 있었으나, 1, 2심과 대법원에서 모두 무죄 판결을 받아 최종 확정되었다.

## 논란
총선 홍보비와 관련한 리베이트를 받았다는 의혹을 받아 구속영장이 두 차례 청구되었으나 기각되었고, 박선숙 의원과 함께 검찰에 불구속 기소되었다가 1심과 항소심에서 무죄 판결을 받았다. 2019년 7월 10일 대법원 상고심에서 무죄가 확정되었다.

## 학력
- 한벌초등학교 졸업
- 봉명중학교 졸업
- 일신여자고등학교 졸업
- 숙명여자대학교 시각영상디자인학과 학사

## 경력
- 브랜드호텔 대표이사
- 국민의당 홍보위원장
- 2016.05 ~ 2020.03.17. 제20대 국회의원 (비례대표, 국민의당→바른미래당→미래통합당→민생당, 초선)
  - 2016.06 ~ 2017.07 제20대 국회 전반기 산업통상자원위원회 위원
  - 2017.07 ~ 2018.05 제20대 국회 전반기 산업통상자원중소벤처기업위원회 위원
  - 2017.12 ~ 2018.05 제20대 국회 4차 산업혁명 특별위원회 위원
  - 2018.07 ~ 2020.03 제20대 국회 후반기 문화체육관광위원회 위원
  - 2018.07 ~ 2020.03 제20대 국회 후반기 여성가족위원회 간사
  - 2019.07 ~ 2020.03 : 제20대 국회 후반기 예산결산특별위원회 위원
  - 2019.08 ~ 2020.03 : 제20대 국회 후반기 국회운영위원회 위원
- 2017.05 ~ 2018.02 국민의당 원내대변인
- 바른미래당 통합추진위원회 공동대변인
- 2018.02 ~ 2018.06 바른미래당 공동대표 비서실장
- 2018.04 ~ 2018.06 바른미래당 충청북도당 공동위원장
- 2018.06 ~ 2018.09 바른미래당 비상대책위원회 위원
- 2018.06 ~ 2019.05 : 바른미래당 원내부대표 (공보)
- 2018.06 ~ 2019.04 : 바른미래당 원내대변인
- 2018.09 ~ 2020.02 : 바른미래당 최고위원 겸 전국청년위원장
- 바른미래당 충청북도당 위원장 직무대행
- 2018.11 ~ 2020.02 : 바른미래당 충청북도당 청주시 청원구 지역위원회 위원장
- 2019.05 ~ 2020.02 : 바른미래당 원내대변인
- 2020.03 ~ 2020.09 : 미래통합당 당무위원
- 2020.05 ~ 2020.09 : 미래통합당 충청북도당 청주시 청원구 당원협의회 위원장
- 2020.06 ~ 2020.09 : 미래통합당 홍보본부장
- 2020.09 ~ 2024.08 : 국민의힘 충청북도당 청주시 청원구 당원협의회 위원장
- 2020.09 : 국민의힘 당무위원
- 2020.09 ~ 2021.07 : 국민의힘 홍보본부장
- 2020.10 : 국민의힘 약자와의 동행 위원회 입법동행분과 위원
- 2020.11 : 국민의힘 청년당 창당 추진위원회 위원
- 2020.12 ~ 2021.02 : 국민의힘 4·7 재‧보궐선거 공천관리위원회 위원
- 2021.03 ~ 2021.04 : 국민의힘 4.7 재보궐선거 중앙선거대책위원회 온택트홍보본부장
- 2021.05 ~ 2021.06 : 국민의힘 전당대회 준비위원회 위원
- 2021.07 : 국민의힘 인재영입위원회 위원
- 2021.08 ~ 2021.11 : 국민의힘 유승민 제20대 대통령 선거 예비후보 희망22 홍보본부장
- 2021.12 ~ 2022.01 : 국민의힘 살리는 선거대책위원회 중앙선거대책위원회 홍보미디어총괄본부 홍보본부장
- 2022.01 ~ 2022.03 : 국민의힘 충북을 살리는 선거대책위원회 선거대책위원장단 공동선거대책위원장
- 2022.01 ~ 2022.03 : 국민의힘 제20대 대통령 선거 선거대책본부 홍보미디어본부 홍보본부장
- 2022.03 ~ 2022.05 : 제20대 대통령직인수위원회 대통령취임식기획위원회 위원장
- 2022.09 ~ 2023.11 : 국민의힘 충청북도당 수석부위원장
- 2022.09 ~ 2023.03 : 국민의힘 홍보본부장
- 2022.11 ~ 2023.03 : 국민의힘 홍보위원장
- 2024.01 ~ 2024.07: 국민의힘 홍보본부장
- 2024.01 ~ 2024.04 : 국민의힘 22대 총선 공약개발본부 공약기획부단장
- 2024.03 ~ 2024.04 : 국민의힘 4·10 총선 중앙선거대책위원회 총괄선거대책본부 홍보본부장
- 2024.03 ~ 2024.04 : 제22대 국회의원선거 국민의힘 충청북도당 선거대책위원회 상임선거대책위원장
- 2024.05 ~ 2024.07 : 국민의힘 당대표 및 최고위원 선출을 위한 중앙당 선거관리위원회 위원 겸 전당대회 행사 준비 소위원장
- 2024.09 ~ : 충청북도 정무부지사

## 가족 관계
- 부 : 김현배 (1948년 4월 30일 ~ )
- 모 : 강혜정
- 배우자 : 박수홍 (1984년 ~ )

## 역대 선거 결과
|  | 26.74% |

|  | 44.42% |

|  | 46.71% |

## 소속 정당
| 소속 정당 | 소속 정당  | 소속 기간 | 비고           |
| --------- | ---------- | --------- | -------------- |
|           | 국민의당   | 2016~2018 | 창당 정계 입문 |
|           | 바른미래당 | 2018~2020 | 합당           |
|           | 민생당     | 2020      | 합당           |
|           | 무소속     | 2020      | 탈당           |
|           | 미래통합당 | 2020      | 입당           |
|           | 국민의힘   | 2020~2024 | 당명 변경      |
|           | 무소속     | 2024~현재 | 탈당           |

## 같이 보기
- 대한민국 제20대 국회의원 선거 국민의당 후보 목록#비례대표
- 충청북도 부지사